# Нельсон Деосса
Нельсон Александер Деосса Суарес (ісп. Nelson Alexander Deossa Suárez; нар. 6 лютого 2000, Мармато) — колумбійський футболіст, півзахисник клубу «Монтеррей».

## Клубна кар'єра
Вихованець клубу «Атлетіко Уїла». 25 січня 2021 року в матчі проти «Боготи» він дебютував у колумбійській Прімері B. За підсумками сезону гравець допоміг клубу вийти до еліти. 20 липня у матчі проти «Онсе Кальдаса» він дебютував у Кубку Мустанга. 21 листопада в поєдинку проти «Енвігадо» Нельсон забив свій перший гол за «Атлетіко Уїла».
На початку 2022 року Деосса на правах оренди перейшов до аргентинського «Естудіантеса». 13 лютого в матчі проти «Індепендьєнте» він дебютував в аргентинській Прімері і загалом провів за клуб 10 ігор в усіх турнірах. Після цього влітку 2022 року Деосса був орендований клубом «Атлетіко Хуніор». 17 липня у матчі проти «Атлетіко Насьйональ» він дебютував за новий клуб. 24 липня у поєдинку проти «Індепендьєнте Санта-Фе» Нельсон забив свій перший гол за «Атлетіко Хуніор». Всього до кінця року зіграв за клуб 21 матчі забив 2 голи.
На початку 2023 року Деосса на правах оренди перейшов до «Атлетіко Насьйоналя». 29 січня в матчі проти «Ріонегро Агілас» він дебютував за нову команду. 27 лютого у поєдинку проти свого колишнього клубу «Атлетіко Уїла» Нельсон забив свій перший гол за «Атлетіко Насьйональ». У своєму єдиному сезоні за клуб гравець провів 50 матчів, забив 6 голів і допоміг клубу виграти чемпіонат.
На початку 2024 року Деосса підписав контракт із мексиканською «Пачукою». 29 січня в матчі проти «УНАМ Пумас» він дебютував у мексиканській Прімері. 11 лютого у поєдинку проти «Монтеррея» Нельсон забив свій перший гол за «Пачуку». У своєму дебютному сезоні гравець допоміг клубу виграти Кубок чемпіонів КОНАКАФ, забивши голи в матчах проти американської «Філадельфії Юніон» та мексиканської «Америки».
9 січня 2025 року Деосса приєднався до іншого мексиканського клубу, «Монтеррея», підписавши чотирирічний контракт.

## Досягнення
- Чемпіон Колумбії: 2023
- Володар Кубка Колумбії: 2023
- Володар Кубка чемпіонів КОНКАКАФ: 2024